# Шоптикольський сільський округ
Шоптико́льський сільський округ (каз. Шөптікөл ауылдық округі, рос. Шоптыкольский сельский округ) — адміністративна одиниця у складі району імені Габіта Мусрепова Північноказахстанської області Казахстану. Адміністративний центр — село Шоптиколь.
Населення — 876 осіб (2021; 1514 у 2009, 2674 у 1999, 4113 у 1989).
Станом на 1989 рік існували Жаркольська сільська рада (села Великий Талсай, Жарколь, Симоновка), Ждановська сільська рада (села Жданово, Конирсу, Малий Талсай, Шоптиколь) та Приішимська сільська рада (села Новомихайловка, Розгульне) колишнього Чистопольського району. Пізніше село Симоновка передано до складу Чистопольського сільського округу. 2010 року до складу округу увійшла територія ліквідованого Приішимського сільського округу.

## Склад
До складу округу входять такі населені пункти:
| Населений пункт      | Старі назви | Населення, осіб (1989) | Населення, осіб (1999) | Населення, осіб (2009) | Населення, осіб (2021) |
| -------------------- | ----------- | ---------------------- | ---------------------- | ---------------------- | ---------------------- |
| Великий Талсай, село | -           | 203                    | 73                     | 18                     | 16                     |
| Жарколь, село        | -           | 907                    | 684                    | 201                    | 59                     |
| Конирсу, село        | -           | 388                    | 183                    | 50                     | 22                     |
| Малий Талсай, село   | -           | 13                     | -                      | -                      | -                      |
| Новомихайловка, село | -           | 270                    | 207                    | -                      | -                      |
| Розгульне, село      | -           | 728                    | 725                    | 468                    | 364                    |
| Шоптиколь, село      | Жданово     | 1447                   | 802                    | 777                    | 415                    |
| Шоптиколь, село      | -           | 157                    | -                      | -                      | -                      |